# Babin (Bielice)
Babin (deutsch Babbin) ist ein Dorf in der Woiwodschaft Westpommern in Polen. Es gehört zur Gmina Bielice (Gemeinde Beelitz)  im Powiat Pyrzycki (Pyritzer Kreis).

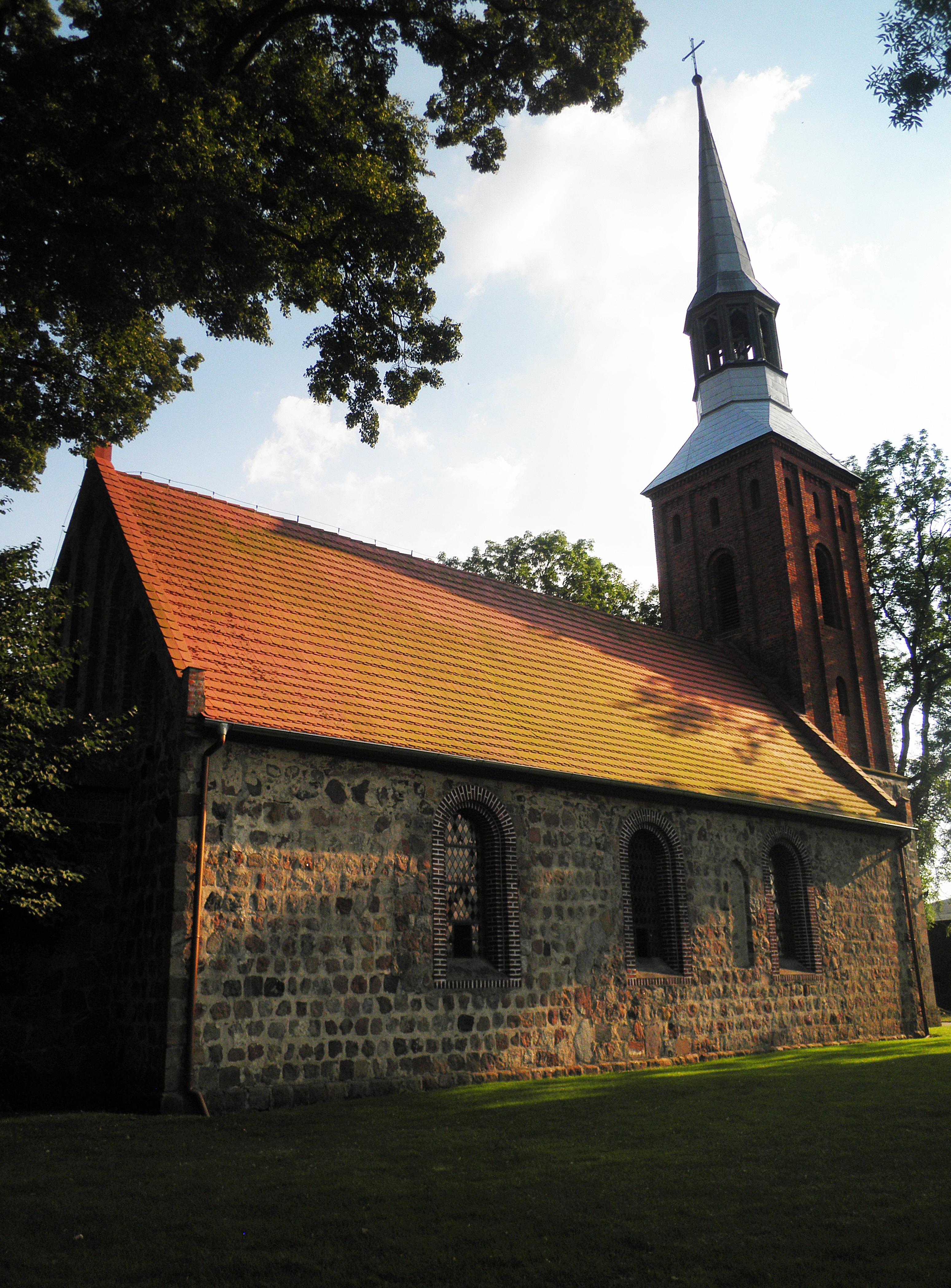
Dorfkirche (Aufnahme von 2012)

## Geschichte
Das Dorf wurde erstmals in einer Urkunde aus 1180/1183 genannt, mit der der pommersche Bischof Konrad I. dem 1173 gestifteten Kloster Kolbatz den Bischofszehnten in einigen Orten verlieh, darunter in dem hier „Babyn“ geschriebenen Dorf. Das Dorf wurde dann als „Babino“ in einer durch Papst Gregor VIII. 1187 für das Kloster ausgestellten Besitzbestätigung  aufgeführt. Nach einer in Abschrift erhaltenen Urkunde soll 1242 der pommersche Adlige Swantibor aus der Linie der Swantiboriden dem Kloster Kolbatz den Besitz übertragen habe, den er noch im Lande Kolbatz hatte, darunter das Dorf „Babyn“. Die Echtheit der Urkunde ist jedoch umstritten. Das Dorf Babbin jedenfalls wurde schließlich 1255 von Herzog Barnim I. dem Kloster geschenkt, es war mit 90 Hufen außergewöhnlich groß.
Bis 1945 bildete Babbin eine Landgemeinde im Kreis Pyritz der preußischen Provinz Pommern. Zur Landgemeinde gehörte auch der Wohnplatz Windmühle. Die Gemeinde zählte im Jahre 1910 374 Einwohner, im Jahre 1925 375 Einwohner in 76 Haushaltungen, und im Jahre 1939 350 Einwohner.

## Söhne und Töchter des Ortes
- Daniel Blecks (1749–1835), deutscher Freischärler in den Befreiungskriegen